# Phyllophaga darlingtoni
Phyllophaga darlingtoni är en skalbaggsart som beskrevs av Ivan T. Sanderson 1940. Phyllophaga darlingtoni ingår i släktet Phyllophaga och familjen Melolonthidae. Inga underarter finns listade i Catalogue of Life.